# Gizem Karaca
Gizem Karaca (* 7. September 1992 in Istanbul) ist eine türkische Schauspielerin und Model.

## Leben und Karriere
Karaca wurde am 7. September 1992 in Istanbul geboren. Ihre Kindheit verbrachte sie in den USA und Kanada, da ihre Familie in die USA zog. Danach studierte sie an der Universität Istanbul. 2011 nahm Karaca am Miss World 2011 teil. Ihr Debüt gab sie 2012 in der Fernsehserie Eve Düşen Yıldırım. Von 2013 bis 2014 spielte sie eine Rolle in Benim Hala Umudum Var. 2017 spielte Karaca in Kara Sevda mit. Außerdem trat sie 2019 in Şampiyon auf.

## Filmografie (Auswahl)
- 2012: Eve Düşen Yıldırım
- 2012: Emir'in Yolu
- 2013–2014: Benim Hala Umudum Var
- 2015: Seni Seviyorum Adamım
- 2014–2015: Güzel Köylü
- 2016: İstanbul Sokakları
- 2017: İçimdeki Fırtına
- 2017: Kara Sevda
- 2017: Küçük Ortak
- 2017: Ay Lav Yu tuu
- 2019–2020: Şampiyon
- 2021–2022: Alparslan: Büyük Selçuklu